# Adalbert J. Volck
Adalbert John Volck (Augusta, 14 aprile 1828 – Baltimora, 25 marzo 1912) è stato un odontoiatra e fumettista tedesco naturalizzato statunitense.
Benché si guadagnasse da vivere come dentista, Volck è principalmente conosciuto per aver realizzato vignette satiriche in difesa dei Confederati durante la guerra civile americana. Oltre che nell'arte, Volck diede il suo supporto alla causa dei Confederati contrabbandando oggetti per l'esercito e operando come corriere privato del presidente Jefferson Davis.

## Biografia

### Primi anni di vita e formazione
Terzo di tredici fratelli, Volck nacque il 14 aprile 1828 ad Augusta, in Baviera, da un acetaio di nome Andreas Volck. Volck studiò odontoiatria e si formò artisticamente a Norimberga e Monaco di Baviera.
Verso la metà del secolo, Volck si trasferì a St. Louis, negli Stati Uniti d'America, ove andò a vivere da un cognato, prima di andare in California in cerca di oro.
Mentre si trovava a Baltimora, Volck proseguì la sua formazione medica sotto la supervisione di Chapin A. Harris e si laureò presso il Baltimore College of Dental Surgery nel 1852 con una tesi sui "nervi".
Volck entrò a far parte di molti circoli d'élite di Baltimora, tra cui l'Athenaeum Club e il Whitebait Club di James Innes Randolph.

### L'attività di odontoiatra
Sempre a Baltimora, Volck aprì il suo studio privato e fece parlare di sé per i suoi metodi pionieristici nell'ambito delle riparazioni della porcellana dentale. Durante gli ultimi anni della sua vita, in seguito a un grave infortunio alle ginocchia, Volck abbandonerà la carriera di medico per dedicarsi esclusivamente all'arte.

### L'attività artistica

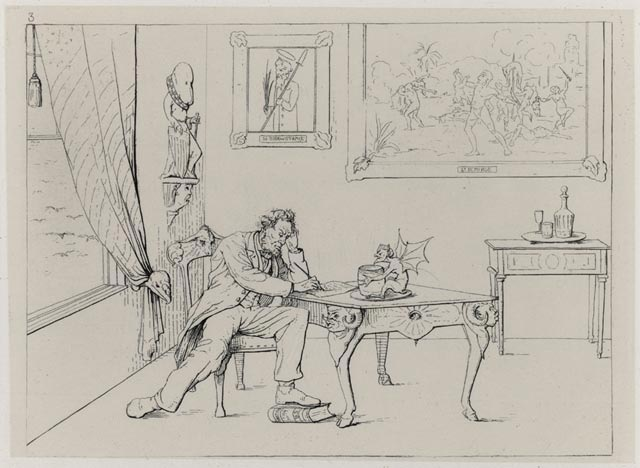
Caricatura di Abraham Lincoln intento a firmare il proclama di emancipazione (1864)

Volck fondò il Wednesday Club, un'influente società artistica e culturale operante durante gli ultimi anni del XIX secolo, e co-fondò il gruppo di artisti Charcoal Club.
Oltre agli schizzi e ai progetti, Volck dipingeva immagini del West americano scolpiva, e lavorava i metalli. Suoi sono spille e scudi in rame e argento, tra cui uno ispirato alla Canzone dei Nibelunghi. Realizzò anche un enorme recipiente in ottone per il Charcoal Club, tradotto in ottone dall'argentiere di Baltimora W.F. Jacobi. Oggi il contenitore viene usato durante le cerimonie del Club.

### Morte
Volck morì nella sua casa di Linden Avenue il 26 marzo 1912. Dopo la sua morte, un conoscente scrisse al Baltimore Sun che Volck "si rammaricava profondamente" di aver fatto una caricatura su Lincoln, che dichiarò di "aver frainteso".